# Leichtathletik-Halleneuropameisterschaften 1988
Die 19. Leichtathletik-Halleneuropameisterschaften fanden vom 5. bis 6. März 1988 in der Budapest Sportcsarnok statt. Budapest war zum zweiten Mal nach 1983 Gastgeberstadt der Veranstaltung.

## Ergebnisse Männer

### 60 m
| Platz | Athlet               | Land | Zeit (s) |
| ----- | -------------------- | ---- | -------- |
| 1     | Linford Christie     | GBR  | 6,57     |
| 2     | Ronald Desruelles    | BEL  | 6,60     |
| 3     | Walentin Atanassow   | BUL  | 6,60     |
| 4     | Sven Matthes         | GDR  | 6,60     |
| 5     | Pierfrancesco Pavoni | ITA  | 6,64     |
| 6     | Antonio Ullo         | ITA  | 6,67     |

Finale am 5. März

### 200 m
| Platz | Athlet           | Land | Zeit (s) |
| ----- | ---------------- | ---- | -------- |
| 1     | Nikolai Rasgonow | URS  | 20,62    |
| 2     | Nikolaj Antonow  | BUL  | 20,65    |
| 3     | Linford Christie | GBR  | 20,83    |
| 4     | Andreas Berger   | AUT  | 20,85    |
| 5     | Norbert Dobeleit | FRG  | 21,37    |
| 6     | Daniel Sangouma  | FRA  | 21,57    |

Finale am 6. März

### 400 m
| Platz | Athlet           | Land | Zeit (s) |
| ----- | ---------------- | ---- | -------- |
| 1     | Jens Carlowitz   | GDR  | 45,63    |
| 2     | Brian Whittle    | GBR  | 45,98    |
| 3     | Ralf Lübke       | FRG  | 46,25    |
| 4     | Antonio Sánchez  | ESP  | 46,49    |
| 5     | Vito Petrella    | ITA  | 47,73    |
|       | Thomas Schönlebe | GDR  | DNF      |

Finale am 6. März

### 800 m
| Platz | Athlet           | Land | Zeit (min) |
| ----- | ---------------- | ---- | ---------- |
| 1     | David Sharpe     | GBR  | 1:49,17    |
| 2     | Rob Druppers     | NED  | 1:49,45    |
| 3     | Gert Kilbert     | SUI  | 1:49,46    |
| 4     | Tony Morrell     | GBR  | 1:49,89    |
| 5     | Slobodan Popović | YUG  | 1:50,02    |
| 6     | Ikem Billy       | GBR  | 1:50,36    |

Finale am 6. März

### 1500 m
| Platz | Athlet           | Land | Zeit (min) |
| ----- | ---------------- | ---- | ---------- |
| 1     | Ari Suhonen      | FIN  | 3:45,72    |
| 2     | Ronny Olsson     | SWE  | 3:46,16    |
| 3     | Rüdiger Horn     | GDR  | 3:46,51    |
| 4     | István Knipl     | HUN  | 3:46,56    |
| 5     | António Monteiro | POR  | 3:46,79    |
| 6     | Tonino Viali     | ITA  | 3:46,96    |
| 7     | Branko Zorko     | YUG  | 3:47,69    |
| 8     | Adelino Hidalgo  | ESP  | 3:48,72    |

Finale am 6. März

### 3000 m
| Platz | Athlet             | Land | Zeit (min) |
| ----- | ------------------ | ---- | ---------- |
| 1     | José Luis González | ESP  | 7:55,29    |
| 2     | Markus Hacksteiner | SUI  | 7:56,04    |
| 3     | Michail Dasko      | URS  | 7:56,51    |
| 4     | Radim Kunčický     | TCH  | 7:56,52    |
| 5     | Mogens Guldberg    | DEN  | 7:57,68    |
| 6     | Mike Hawkins       | GBR  | 7:58,52    |
| 7     | Mário Silva        | POR  | 7:58,95    |
| 8     | Anacleto Jiménez   | ESP  | 7:59,25    |

Finale am 6. März

### 60 m Hürden
| Platz | Athlet              | Land | Zeit (s) |
| ----- | ------------------- | ---- | -------- |
| 1     | Aleš Höffer         | TCH  | 7,56     |
| 2     | Jonathan Ridgeon    | GBR  | 7,57     |
| 3     | Carlos Sala         | ESP  | 7,67     |
| 4     | Sjarhej Ussau       | URS  | 7,67     |
| 5     | Florian Schwarthoff | FRG  | 7,77     |
| 6     | Javier Moracho      | ESP  | 7,83     |

Finale am 6. März

### 5000 m Gehen
| Platz | Athlet                 | Land | Zeit (min) |
| ----- | ---------------------- | ---- | ---------- |
| 1     | Jozef Pribilinec       | TCH  | 18:44,40   |
| 2     | Roman Mrázek           | TCH  | 18:44,93   |
| 3     | Sándor Urbanik         | HUN  | 18:45,91   |
| 4     | Erling Andersen        | NOR  | 18:49,10   |
| 5     | Zdzisław Szlapkin      | POL  | 18:49,49   |
| 6     | Joseph Martens         | BEL  | 18:54,67   |
| 7     | Giovanni De Benedictis | ITA  | 18:58,40   |
| 8     | Ljubomir Iwanow        | BUL  | 19:00,02   |

Finale am 6. März

### Hochsprung
| Platz | Athlet             | Land | Höhe (m) |
| ----- | ------------------ | ---- | -------- |
| 1     | Patrik Sjöberg     | SWE  | 2,39     |
| 2     | Dietmar Mögenburg  | FRG  | 2,37     |
| 3     | Sorin Matei        | ROU  | 2,35     |
| 4     | Fabrizio Borellini | ITA  | 2,30     |
| 5     | Róbert Ruffíni     | TCH  | 2,27     |
| 6     | Georgi Dakow       | BUL  | 2,27     |
| 7     | Daniele Pagani     | ITA  | 2,27     |
| 8     | Gyula Németh       | HUN  | 2,24     |
| 8     | Carlo Thränhardt   | FRG  | 2,24     |

Finale am 5. März

### Stabhochsprung
| Platz | Athlet               | Land | Höhe (m) |
| ----- | -------------------- | ---- | -------- |
| 1     | Radion Gataullin     | URS  | 5,75     |
| 2     | Nikolaj Nikolow      | BUL  | 5,70     |
| 3     | Atanas Tarew         | BUL  | 5,70     |
| 4     | Mirosław Chmara      | POL  | 5,70     |
| 5     | Philippe Collet      | FRA  | 5,60     |
| 6     | Jean-Marc Tailhardat | FRA  | 5,55     |
| 7     | Hermann Fehringer    | AUT  | 5,50     |
| 7     | Bernhard Zintl       | FRG  | 5,50     |

Finale am 6. März

### Weitsprung
| Platz | Athlet               | Land | Weite (m) |
| ----- | -------------------- | ---- | --------- |
| 1     | Frans Maas           | NED  | 8,06      |
| 2     | László Szalma        | HUN  | 8,03      |
| 3     | Giovanni Evangelisti | ITA  | 8,00      |
| 4     | Emiel Mellaard       | NED  | 7,84      |
| 5     | Dietmar Haaf         | FRG  | 7,79      |
| 6     | Jarmo Kärnä          | FIN  | 7,72      |
| 7     | Gyula Pálóczi        | HUN  | 7,71      |
| 8     | Mirosław Hydel       | POL  | 7,70      |

Finale am 5. März

### Dreisprung
| Platz | Athlet              | Land | Weite (m) |
| ----- | ------------------- | ---- | --------- |
| 1     | Oleg Sakirkin       | URS  | 17,30     |
| 2     | Béla Bakosi         | HUN  | 17,25     |
| 3     | Vasif Əsədov        | URS  | 17,23     |
| 4     | Christo Markow      | BUL  | 17,19     |
| 5     | John Herbert        | GBR  | 16,87     |
| 6     | Marios Hadjiandreou | CYP  | 16,74     |
| 7     | Ivan Slanař         | TCH  | 16,72     |
| 8     | Zdzisław Hoffmann   | POL  | 16,56     |

Finale am 6. März

### Kugelstoßen
| Platz | Athlet               | Land | Weite (m) |
| ----- | -------------------- | ---- | --------- |
| 1     | Remigius Machura     | TCH  | 21,42     |
| 2     | Karsten Stolz        | FRG  | 20,22     |
| 3     | Georgi Todorow       | BUL  | 19,98     |
| 4     | Klaus Bodenmüller    | AUT  | 19,70     |
| 5     | Karel Šula           | TCH  | 19,66     |
| 6     | Georg Andersen       | NOR  | 19,56     |
| 7     | Richard Navara       | TCH  | 19,32     |
| 8     | Dimitrios Koutsoukis | GRE  | 19,25     |

Finale am 5. März

## Ergebnisse Frauen

### 60 m
| Platz | Athletin                  | Land | Zeit (s) |
| ----- | ------------------------- | ---- | -------- |
| 1     | Nelli Cooman              | NED  | 7,04     |
| 2     | Silke Möller              | GDR  | 7,05     |
| 3     | Marlies Göhr              | GDR  | 7,07     |
| 4     | Ulrike Sarvari            | FRG  | 7,18     |
| 4     | Nadeschda Roschtschupkina | URS  | 7,21     |
|       | Laurence Bily             | FRA  | DNS      |

Finale am 6. März

### 200 m
| Platz | Athletin            | Land | Zeit (s) |
| ----- | ------------------- | ---- | -------- |
| 1     | Ewa Kasprzyk        | POL  | 22,69    |
| 2     | Tatjana Papilina    | URS  | 22,79    |
| 3     | Silke-Beate Knoll   | FRG  | 23,12    |
| 4     | Zwetanka Iliewa     | BUL  | 23,17    |
| 5     | Ingrid Auerswald    | GDR  | 23,25    |
| 6     | Galina Maltschugina | URS  | 23,42    |

Finale am 6. März

### 400 m
| Platz | Athletin          | Land | Zeit (s) |
| ----- | ----------------- | ---- | -------- |
| 1     | Petra Müller      | GDR  | 50,28    |
| 2     | Helga Arendt      | FRG  | 51,06    |
| 3     | Dagmar Neubauer   | GDR  | 51,57    |
| 4     | Sally Gunnell     | GBR  | 51,77    |
| 5     | Gisela Kinzel     | FRG  | 52,46    |
| 6     | Rossiza Stamenowa | BUL  | 53,89    |

Finale am 6. März

### 800 m
| Platz | Athletin           | Land | Zeit (min) |
| ----- | ------------------ | ---- | ---------- |
| 1     | Sabine Zwiener     | FRG  | 2:01,19    |
| 2     | Olga Neljubowa     | URS  | 2:01,61    |
| 3     | Gabriela Lesch     | FRG  | 2:01,85    |
| 4     | Slobodanka Čolović | YUG  | 2:02,34    |
| 5     | Janet Bell         | GBR  | 2:02,70    |
| 6     | Gabriela Sedláková | TCH  | 2:05,59    |

Finale am 6. März

### 1500 m
| Platz | Athletin             | Land | Zeit (min) |
| ----- | -------------------- | ---- | ---------- |
| 1     | Doina Melinte        | ROU  | 4:05,77    |
| 2     | Mitica Constantin    | ROU  | 4:06,16    |
| 3     | Brigitte Kraus       | FRG  | 4:07,06    |
| 4     | Marina Jatschmenjowa | URS  | 4:08,31    |
| 5     | Maite Zúñiga         | ESP  | 4:11,31    |
| 6     | Katalin Racz         | HUN  | 4:12,05    |
| 7     | Rita Csordos         | HUN  | 4:12,63    |
| 8     | Christine Toonstra   | NED  | 4:14,94    |

Finale am 6. März

### 3000 m
| Platz | Athletin            | Land | Zeit (min) |
| ----- | ------------------- | ---- | ---------- |
| 1     | Elly van Hulst      | NED  | 8:44,50    |
| 2     | Vera Michallek      | FRG  | 8:46,97    |
| 3     | Wendy Sly           | GBR  | 8:51,04    |
| 4     | Zita Ágoston        | HUN  | 8:55,99    |
| 5     | Birgit Barth        | GDR  | 8:56,21    |
| 6     | Wanja Stojanowa     | BUL  | 9:07,30    |
| 7     | Claudia Borgschulze | FRG  | 9:31,42    |

Finale am 6. März

### 60 m Hürden
| Platz | Athletin           | Land | Zeit (s) |
| ----- | ------------------ | ---- | -------- |
| 1     | Cornelia Oschkenat | GDR  | 7,77     |
| 2     | Marjan Olyslager   | NED  | 7,92     |
| 3     | Mihaela Pogăceanu  | ROU  | 7,92     |
| 4     | Ginka Sagortschewa | BUL  | 7,95     |
| 5     | Laurence Elloy     | FRA  | 7,95     |
| 6     | Florence Collé     | FRA  | 8,02     |

Finale am 5. März

### 3000 m Gehen
| Platz | Athletin            | Land | Zeit (min) |
| ----- | ------------------- | ---- | ---------- |
| 1     | María Reyes Sobrino | ESP  | 12:48,99   |
| 2     | Dana Vavřačová      | TCH  | 12:51,08   |
| 3     | Mari Cruz Díaz      | ESP  | 12:55,03   |
| 4     | Ildikó Ilyés        | HUN  | 12:56,55   |
| 5     | Mária Rosza         | HUN  | 13:04,45   |
| 6     | Natalja Spiridonowa | URS  | 13:08,83   |
| 7     | Ann Jansson         | SWE  | 13:09,04   |
| 8     | Atanaska Dschiwkowa | BUL  | 13:18,55   |

Finale am 6. März

### Hochsprung
| Platz | Athletin            | Land | Höhe (m) |
| ----- | ------------------- | ---- | -------- |
| 1     | Stefka Kostadinowa  | BUL  | 2,04     |
| 2     | Heike Redetzky      | FRG  | 1,97     |
| 3     | Larissa Kossizyna   | URS  | 1,97     |
| 4     | Ljudmyla Awdjejenko | URS  | 1,94     |
| 5     | Emilija Dragiewa    | BUL  | 1,91     |
| 6     | Gabriele Günz       | GDR  | 1,91     |
| 7     | Andrea Mátay        | HUN  | 1,88     |
| 7     | Maryse Éwanjé-Épée  | FRA  | 1,88     |

Finale am 6. März

### Weitsprung
| Platz | Athletin             | Land | Weite (m) |
| ----- | -------------------- | ---- | --------- |
| 1     | Heike Drechsler      | GDR  | 7,30      |
| 2     | Galina Tschistjakowa | URS  | 7,24      |
| 3     | Jolanta Bartczak     | POL  | 6,62      |
| 4     | Antonella Capriotti  | ITA  | 6,58      |
| 5     | Jelena Kokonowa      | URS  | 6,55      |
| 6     | Ringa Ropo           | FIN  | 6,54      |
| 7     | Sofija Boschanowa    | BUL  | 6,51      |
| 8     | Silwija Christowa    | BUL  | 6,50      |

Finale am 5. März

### Kugelstoßen
| Platz | Athletin            | Land | Weite (m) |
| ----- | ------------------- | ---- | --------- |
| 1     | Claudia Losch       | FRG  | 20,39     |
| 2     | Larissa Peleschenko | URS  | 20,23     |
| 3     | Kathrin Neimke      | GDR  | 20,20     |
| 4     | Swetla Mitkowa      | BUL  | 20,07     |
| 5     | Soňa Vašícková      | TCH  | 19,99     |
| 6     | Alena Vitoulová     | TCH  | 18,41     |
| 7     | Viktoria Szelinger  | HUN  | 18,38     |
| 8     | Asta Hovi           | FIN  | 17,40     |

Finale am 6. März

## Medaillenspiegel
| Medaillenspiegel Endstand nach 24 Entscheidungen | Medaillenspiegel Endstand nach 24 Entscheidungen | Medaillenspiegel Endstand nach 24 Entscheidungen | Medaillenspiegel Endstand nach 24 Entscheidungen | Medaillenspiegel Endstand nach 24 Entscheidungen | Medaillenspiegel Endstand nach 24 Entscheidungen |
| Platz                                            | Land                                             | Gold                                             | Silber                                           | Bronze                                           | Gesamt                                           |
| ------------------------------------------------ | ------------------------------------------------ | ------------------------------------------------ | ------------------------------------------------ | ------------------------------------------------ | ------------------------------------------------ |
| 1                                                | Deutsche Demokratische Republik                  | 4                                                | 1                                                | 4                                                | 9                                                |
| 2                                                | Sowjetunion                                      | 3                                                | 4                                                | 3                                                | 10                                               |
| 3                                                | Niederlande                                      | 3                                                | 2                                                | -                                                | 5                                                |
| 3                                                | Tschechoslowakei                                 | 3                                                | 2                                                | -                                                | 5                                                |
| 5                                                | Deutschland                                      | 2                                                | 5                                                | 4                                                | 11                                               |
| 6                                                | Vereinigtes Königreich                           | 2                                                | 2                                                | 2                                                | 6                                                |
| 7                                                | Spanien                                          | 2                                                | -                                                | 2                                                | 4                                                |
| 8                                                | Bulgarien                                        | 1                                                | 2                                                | 3                                                | 6                                                |
| 9                                                | Rumänien                                         | 1                                                | 1                                                | 2                                                | 4                                                |
| 10                                               | Schweden                                         | 1                                                | 1                                                | -                                                | 2                                                |
| 11                                               | Polen                                            | 1                                                | -                                                | 1                                                | 2                                                |
| 12                                               | Finnland                                         | 1                                                | -                                                | -                                                | 1                                                |
| 13                                               | Ungarn                                           | -                                                | 2                                                | 1                                                | 3                                                |
| 14                                               | Schweiz                                          | -                                                | 1                                                | 1                                                | 2                                                |
| 15                                               | Italien                                          | -                                                | -                                                | 1                                                | 1                                                |